# Passive
Passive è un singolo del gruppo musicale statunitense A Perfect Circle, pubblicato il 17 gennaio 2005 come secondo estratto dal terzo album in studio Emotive.

## Descrizione
Il brano nasce nel 1999 durante una jam session dei Tapeworm, progetto parallelo di Trent Reznor dei Nine Inch Nails e di altri musicisti tra cui Maynard James Keenan e Danny Lohner degli A Perfect Circle. La sua prima versione, intitolata Vacant (suonata dal vivo durante il tour di Mer de Noms), fu composta da Lohner con testi di Keenan, riarrangiamento di Charlie Clouser e cori di Reznor. Tuttavia, con il tramonto del progetto nel 2004, Keenan si decise a rivedere il brano insieme a Billy Howerdel trasformandolo in Passive, dove i due sono accreditati insieme a Lohner e Reznor.
Il brano è stato inserito nella colonna sonora del film Constantine del 2005.

## Video musicale
Il video, diretto dai Fratelli Strause, contiene scene del film Constantine alternate ad altre dove il gruppo suona trattate con effetti speciali.

## Tracce
Testi e musiche di Danny Lohner, Maynard James Keenan, Trent Reznor e Billy Howerdel.
CD promozionale (Europa, Stati Uniti)
1. Passive (Radio Edit) – 3:59
2. Passive (Album Version Clean) – 4:08

## Formazione
Hanno partecipato alle registrazioni, secondo le note di copertina di Emotive:
Gruppo
- Maynard James Keenan – voce
- Billy Howerdel – chitarra, voce aggiuntiva
- Danny Lohner – chitarra, basso
- Paz Lenchantin – pianoforte
- Josh Freese – batteria

Produzione
- Billy Howerdel – produzione, ingegneria del suono, missaggio
- Maynard James Keenan – produzione esecutiva
- Danny Lohner – coproduzione
- Critter – ingegneria del suono aggiuntiva
- Matt Mitchel – montaggio digitale
- Steve Duda – montaggio digitale
- Andy Wallace – missaggio

## Classifiche
| Classifica (2005)             | Posizione massima |
| ----------------------------- | ----------------- |
| Stati Uniti (alternative)     | 14                |
| Stati Uniti (mainstream rock) | 14                |